# Saint-Julien-du-Tournel
Saint-Julien-du-Tournel era una comuna francesa situada en el departamento de Lozère, de la región de Occitania, que el 1 de enero de 2017 pasó a ser una comuna delegada de la comuna nueva de Mont-Lozère-et-Goulet al fusionarse con las comunas de Bagnols-les-Bains, Belvezet, Chasseradès, Le Bleymard y Mas-d'Orcières.

## Demografía
| Gráfica de evolución demográfica de Saint-Julien-du-Tournel entre 1800 y 2014 |
|                                                                               |

Los datos demográficos contemplados en este gráfico de la comuna de Saint-Julien-du-Tournel se han cogido de 1800 a 1999 de la página francesa EHESS/Cassini, y los demás datos de la página del INSEE.